# Ángel Canales
Pour les articles homonymes, voir Canales (homonymie).
 (septembre 2022).
La mise en forme du texte ne suit pas les recommandations de Wikipédia : il faut le « wikifier ».
Les points d'amélioration suivants sont les cas les plus fréquents. Le détail des points à revoir est peut-être précisé sur la page de discussion.
- Les titres sont pré-formatés par le logiciel. Ils ne sont ni en capitales, ni en gras.
- Le texte ne doit pas être écrit en capitales (les noms de famille non plus), ni en gras, ni en italique, ni en « petit »…
- Le gras n'est utilisé que pour surligner le titre de l'article dans l'introduction, une seule fois.
- L'italique est rarement utilisé : mots en langue étrangère, titres d'œuvres, noms de bateaux, etc.
- Les citations ne sont pas en italique mais en corps de texte normal. Elles sont entourées par des guillemets français : « et ».
- Les listes à puces sont à éviter, des paragraphes rédigés étant largement préférés. Les tableaux sont à réserver à la présentation de données structurées (résultats, etc.).
- Les appels de note de bas de page (petits chiffres en exposant, introduits par l'outil «  Source ») sont à placer entre la fin de phrase et le point final[comme ça].
- Les liens internes (vers d'autres articles de Wikipédia) sont à choisir avec parcimonie. Créez des liens vers des articles approfondissant le sujet. Les termes génériques sans rapport avec le sujet sont à éviter, ainsi que les répétitions de liens vers un même terme.
- Les liens externes sont à placer uniquement dans une section « Liens externes », à la fin de l'article. Ces liens sont à choisir avec parcimonie suivant les règles définies. Si un lien sert de source à l'article, son insertion dans le texte est à faire par les notes de bas de page.
- La présentation des références doit suivre les conventions bibliographiques. Il est recommandé d'utiliser les modèles {{Ouvrage}}, {{Chapitre}}, {{Article}}, {{Lien web}} et/ou {{Bibliographie}}. Le mode d'édition visuel peut mettre en forme automatiquement les références.
- Insérer une infobox (cadre d'informations à droite) n'est pas obligatoire pour parachever la mise en page.

Pour une aide détaillée, merci de consulter Aide:Wikification.
Si vous pensez que ces points ont été résolus, vous pouvez retirer ce bandeau et améliorer la mise en forme d'un autre article.
 (février 2024).
Si vous disposez d'ouvrages ou d'articles de référence ou si vous connaissez des sites web de qualité traitant du thème abordé ici, merci de compléter l'article en donnant les références utiles à sa vérifiabilité et en les liant à la section « Notes et références ».
Ángel Luis Canales (né le 29 juin 1950 à  Santurce (Porto Rico), quartier de San Juan, capitale de Porto Rico) est un chanteur de salsa portoricain vivant à New York. Il est l’un des plus chanteurs de salsa les plus âgés actuellement (Oscar D'León est cependant plus âgé par exemple). Parmi ses principaux succès figurent les tubes « Nostalgia », « Sol de mi vida », « Perico Macoña », « Lejos de ti », « Hace tiempo », et sa célèbre version du boléro « Dos gardenias »".

## Biographie
Ángel nait le 29 juin 1950 à Santurce (Porto Rico), dans un quartier de San Juan, capitale de Porto Rico. À l’âge de huit ans, il déménage avec sa famille à New York où il vit dans le Spanish Harlem. Il reçoit dès son plus jeune âge une grande influence musicale, notamment la musique de Cortijo et de son Combo et celle d’Ismael Rivera qui lui marqueront le plus dans sa carrière de musicien.
Durant son plus jeune âge, il commence comme timbalero dans un groupe dirigé par le guitariste Luis Torres. Dans l’orchestre de Ray Jay, il fait ses débuts en tant que chanteur lorsqu’il doit remplacer le chanteur principal du groupe. Il rejoint ensuite le groupe de Mark Dimond, ancien pianiste de Willie Colón. Le groupe change alors de nom pour devenir « Ángel Canales y Sabor ».
Avec cet orchestre il commence à enregistrer plusieurs succès dont « Sabor de los Rumberos Nuevos », « Lejos de ti » et « Perico Macoña ». Il sera plus tard reconnu pour son interprétation du boléro « Dos gardenias ».
Pour la façon dont il distribuera la structure des chœurs de ses chansons (généralement, il utilisera deux chœurs avec des paroles différentes dans le montuno) et grâce notamment à son attitude sur scène et son timbre particulier de voix, Ángel Canales sera vite remarqué et sera surnommé « El Diferente » .

### Parcours
Pendant son enfance, Ángel baigne dans la musique de Rafael Cortijo et d'Ismael Rivera. À New York, les musiques ont changé, ses nouveaux amis ne parlaient pas espagnol et à l’école, on pouvait entendre Elvis Presley et la Motown. Puis vint l’explosion du boogaloo. Quand ses propres amis et Canales lui-même se tournent vers la redécouverte de la musique latine à travers le « tumbao », de jeunes groupes tels que Willie Colón, Johnny Colón, Pete Rodríguez et Hermanos Lebrón.
À l’école, Ángel n'est pas très doué avec les manuels scolaires en général, mais finit par exceller dans un atelier d’usinage. Durant le début des années soixantes, il décide donc d’aller travailler dans une bijouterie, recommandé par un professeur qui l’estimait beaucoup. Il entra d’abord comme préposé au courrier. Puis, en regardant curieusement l’art des tailleurs de diamants, il apprit à les polir, à les tailler et à les assembler, ce qui finalement devint son véritable métier.
À la fin des années soixante, il est enrôlé dans l’armée[réf. nécessaire]. À son retour, il découvre que certains de ses amis d’enfance sont devenus musiciens, dont Antonio Tapia, Luis Rivera et Johnny Torres. Tous se sont réunis dans un modeste groupe dirigé par un pianiste noir américain qui se fait appeler "Markolino" (Mark Dimond). Un personnage extravagant, qui aime composer, arranger et jouer du piano d’une manière très unique et avant-gardiste par rapport aux autres pianistes de salsa des années soixante-dix.
Ángel Canales arrive au moment où Markolino signe avec le label Fania, et à la suggestion de son acolyte Johnny Torres, se rend en studio pour mettre sa voix dans plusieurs grooves de chansons qu’il n’avait jamais entendues. De toute cette improvisation, le LP « Brujería » émerge où la voix timide de Canales commence à se démarquer dans les thèmes : El Barrio, Yo no tengo Pena, Brujería, Tiene Sabor, Mariquita et Aguardiente.
Entre 1970 et 1974, Markolino, Ángel Canales et ses amis musiciens survivent en jouant le répertoire de cet album unique, lors de mariages et de fêtes privées, jusqu’à ce que Markolino disparaisse de la carte en raison de problèmes personnels. La rumeur se répand et annonce qu'il est mort, mais Héctor Lavoe, Frankie Dante et Chivirico Dávila finirent par le ressusciter dans les enregistrements de « Rompe Saragüey (75) », « Porque Adoré (76) » et « El Quinto de Beethoven (76) ». Par la suite, disparaît à nouveau et miraculeusement reprend vie dans l’enregistrement de Larry Harlow à Miami en 1988 « Mortifica ».
Pendant ce temps, Ángel Canales, soutenu par la plupart des musiciens vacants, décide de commencer une nouvelle scène, où il ne contribuerait pas seulement à l’argent de son travail, mais aussi aux compositions et au leadership. Il apparaît finalement sur le LP de 1975 « Canales y la Orquesta Sabor », produit pour le label Alegre par Joe Cain et grâce notamment à la participation de deux pianistes colombiens qui se sont démarqués dans cette production : Edy Martinez, responsable de tous les arrangements, et Joe Madrid, interprète de tous les solos.
Les radios deviennent vite en effervescence lorsque le nouveau morceau « Lejos de ti » commence à être joué. Un hybride vocal a émergé, une combinaison d’Héctor Lavoe, Juan Legido, Marco Antonio Muñiz et même Fernando Alvarez, avec le timbre personnel du tailleur de diamants.[réf. nécessaire]
Durant une longue période, beaucoup de critiques négatives ont plu autour de cet énigmatique chanteur qui s’autofinançait et n’a jamais cherché à promouvoir ses albums. Mais ce n’était que le début, Ángel Canales a imposé un nouveau style et un nouveau look dans la salsa, son crâne rasé, ses chorégraphies et surtout son puissant orchestre plein de musiciens atypiques parmi lesquels des artistes de jazz les plus excentriques et agressifs de la ville, libres d’improviser sur des mambos compliqués qui sortaient d’un saxophone baryton, une trompette très aigüe et deux trombones. C’était un son jazzy qui sonnait avec joie et simplicité, le groupe étaient en avance sur son temps. C’était "le sentiment d’un Latino à New York"...
Jalousement bloqué par les plus importants promoteurs de salsa de la ville. Ángel Canales fut reconnu comme un artiste trop indépendant qui payait à ses musiciens les salaires les plus élevés.
En 1977, Ángel décide de se produire en dehors de New York. Un homme d’affaires lui envoie une avance de cinq mille dollars, un billet d’avion et un hébergement à l'hôtel Hilton au Panama pour se produire pour la première fois en Amérique latine avec tout le groupe. Le succès devient retentissant, ce qui vaudra à Ángel, un hommage ultérieur au Panama.
En 1982, Ángel Canales entame sa tournée à l'étranger, à Caracas (au Venezuela), précisément à El Poliedro (dirigé par Izzi Zanabria (Maître de Cérémonie de Fania All Stars) et Ralph Mercado), une autre présentation à Cali (Colombie) et une dernière à Lima (Pérou) dans les années 1990.
Entre 1975 et 1987, Ángel Canales enregistre 9 albums. Il réapparaît et signe brièvement avec Chino Rodriguez, qui l'emmène à New York en 1993 après une campagne promotionnelle de 90 jours où Ángel Canales a de nouveau joué au Broadway Club avec son groupe original. Le Broadway Club appartenait à Ralph Mercado, le club était plein de fans et une file d’attente s’était formée autour de l’entrée pour aller voir le chanteur reputé par sa version du boléro. Chino Rodriguez citera plus tard, qu’il planifiât une tournée mondiale pour Ángel Canales, mais après un désaccord avec ce dernier, Ángel Canales decida de ne pas renouveler son contrat comme agent artistique. Quelques années passèrent et Ángel Canales, en 1996, fit timidement quelques enregistrements produits à Miami : « Niña Melé » et « Sólo sé que tiene nombre de mujer ».

## Vie privée
Ángel Canales a été l’un des rares chanteurs à s’être donné le luxe de se produire sans promoteurs. Un luxe qui lui a permis son métier de tailleur de diamants.
Les informations qui circulent sur le sort de sa carrière actuelle sont relativement incertaines. Mais selon les médias, son éloignement des stades serait en partie dû à une maladie qui afflige ses articulations depuis plusieurs années.

## Discographie
- 1971 - Brujería.
- 1975 - Sabor.
- 1976 - El San Juan.
- 1977 - Más Sabor. (réédition de "Brujería", mais sans créditer Markolino Dimond comme artiste principal)
- 1978 - Live at Roseland.
- 1979 - Sentimiento del Latino en Nueva York.
- 1981 - El Diferente.
- 1982 - Different Shades of Thought. ("A Usted" dans certains pays.)
- 1985 - Ya Es Tiempo (It's Time).
- 1985 - Que Nadie Sepa Mi Sufrir.
- 1991 - Y Su Salsa En Vivo.
- 1991 - Live el Diferente.
- 1994 - Lo Mejor[2]
- 2002 - Historia de Una Leyenda.
- 2002 - Millonarios de la Salsa.